# Glück im Hinterhaus
Glück im Hinterhaus ist ein deutscher Spielfilm der DEFA von Herrmann Zschoche aus dem Jahr 1980. Er beruht auf dem Roman Buridans Esel von Günter de Bruyn.

## Handlung
Der etwas über vierzigjährige Bibliothekar Karl Erp ist verheirateter Vater von zwei Kindern. Eines Tages verliebt er sich in seine junge Arbeitskollegin Fräulein Broder.
Nach einer Weile hat sich die Beziehung zwischen dem Bibliothekar und seiner Arbeitskollegin so vertieft, dass er seiner Ehefrau Elisabeth eröffnet, sie zu keiner Zeit geliebt zu haben. Karl möchte damit die bislang glückliche Ehe hinter sich lassen und zieht zu seiner Geliebten.
Nach einer für den Bibliothekar angenehmen Zeit mit Fräulein Broder gerät er in Unsicherheit: Ihm fällt es schwer, die Enge, die dünnen Wände und den Lärm im Hinterhaus zu ertragen. Durch einen überstürzten Arbeitsplatz-Tausch Fräulein Broders, der einer Flucht gleicht, erzwingt sie eine Entscheidung von Karl. Er kehrt schließlich zurück zu seiner Frau und seinen beiden Kindern. Nach seiner Rückkehr bemerkt er, dass seine Frau sich während seiner Abwesenheit verändert hat.

## Produktion
Glück im Hinterhaus erlebte am 5. März 1980 im Berliner Kosmos seine Premiere.

## Kritik
Für den Progress Filmverleih war der Film ein „exzellentes Drama um eine Midlife-Crisis, die in jenen Zeiten besonders schwer wog, als die Verwirklichung individueller Träume gesellschaftlich wenig angesehen war.“
Der film-dienst nannte Glück im Hinterhaus „ein moralisierendes Kammerspiel, das das selbstgerechte, wehleidige und chauvinistische Verhalten des Mannes in der DDR und seinen politischen Opportunismus anklagt. Durch die uneinheitliche, lasche Inszenierung verliert der Film jedoch viel von seiner hintergründigen Brisanz.“